# Dissotis welwitschii
Dissotis welwitschii är en tvåhjärtbladig växtart som beskrevs av Célestin Alfred Cogniaux. Dissotis welwitschii ingår i släktet Dissotis och familjen Melastomataceae. Inga underarter finns listade i Catalogue of Life.